# Wurfstöcke von Schöningen

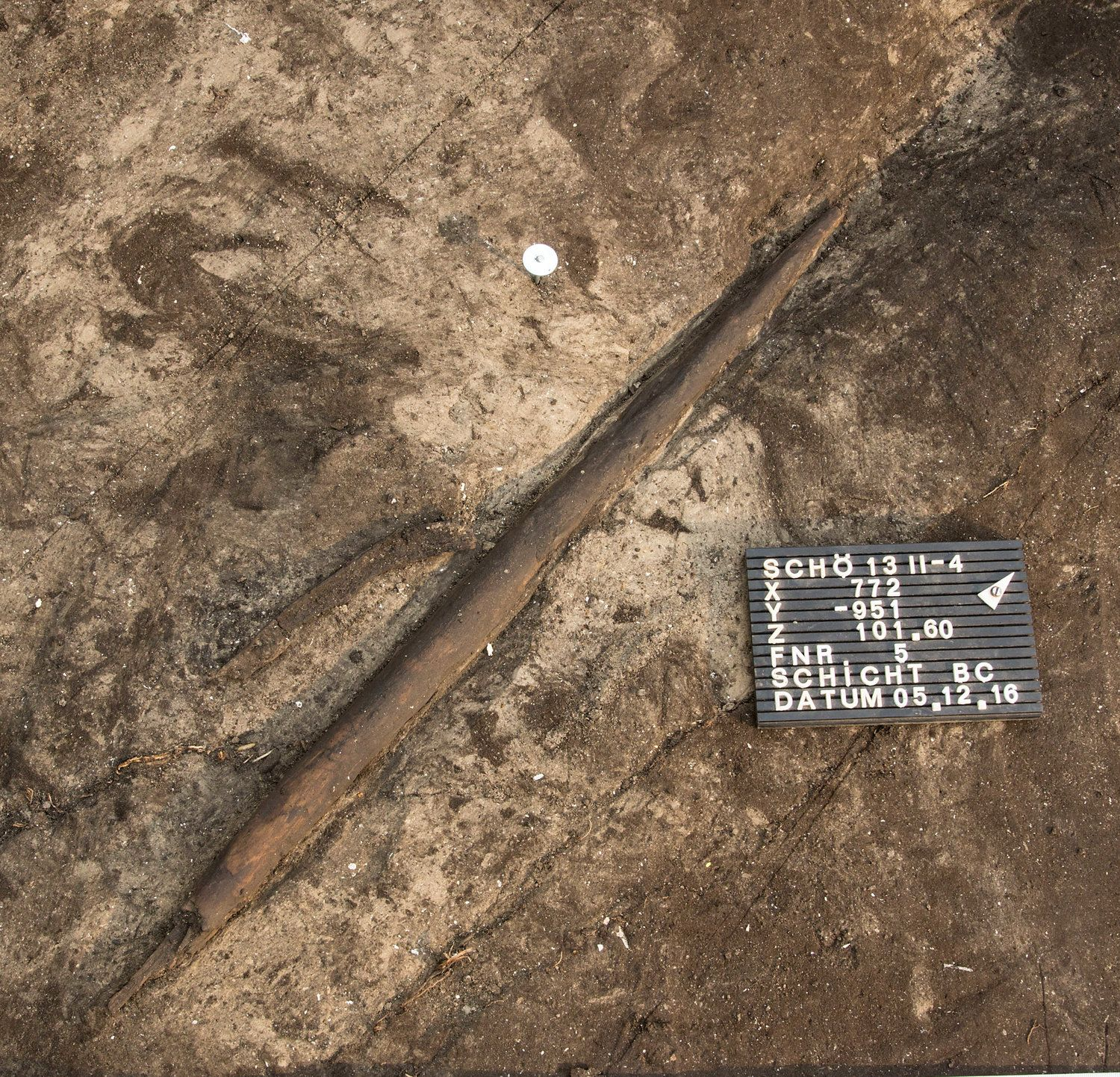
Der zweite Wurfstock von Schöningen in Fundlage, 2016

Die Wurfstöcke von Schöningen sind zwei hölzerne Wurfstöcke aus der Altsteinzeit, die 1994 beziehungsweise 2016 in Schöningen in Niedersachsen entdeckt wurden. Archäologen fanden sie bei Ausgrabungen auf einer Ausgrabungsstätte im Tagebau Schöningen in der Fundschicht der Schöninger Speere. Die Wurfstöcke sind rund 300.000 bis 200.000 Jahre alt und damit weltweit die ältesten bekannten Exemplare.

## Fundstelle
Die Fundstelle der Wurfstöcke (Schöningen 13 II) liegt am Rande des Braunkohletagebaus Schöningen in etwa 10 Metern Tiefe unter der ursprünglichen Geländeoberfläche. Sie befindet sich an der Tagebaukante und umfasst das Grabungsareal mit den bedeutenden Schöninger Speeren (Speerhorizont) sowie das südlich daran anschließende Gelände (Speerhorizont Süd). Beide Objekte lagen damit rund 120 m auseinander. An beiden Fundstellen befindet sich eine Fundschicht aus Ufersedimenten eines einstigen Sees einer ausgehenden Warmzeit, die möglicherweise mit dem Holstein- oder einem jüngeren vor-eemzeitlichen Interglazial korreliert. Das daraus geborgene Fundmaterial besteht weitgehend aus den Hinterlassenschaften des Wildpferde-Jagdlagers mit den Schöninger Speeren.
Der außergewöhnlich gute Erhaltungszustand der beiden hölzernen Gegenstände und anderer organischer Materialien in Schöningen den ist schwankenden Wasserständen des früheren Sees und seinen Verlandungsprozessen zu verdanken. Durch die schnelle und luftdichte Bedeckung der Fundschicht durch Mudden bestanden günstige Erhaltungsbedingungen für organisches Material wie Holz. Für die gute Fundkonservierung sorgten das vom Elm stammende kalkhaltige Wasser des Sees und die dauerhafte Lage unter dem Grundwasserspiegel, der erst durch den Schöninger Braunkohle-Tagebau ab 1979 künstlich gesenkt wurde. Das Alter der Funde des Speerfundhorizonts von Schöningen und damit auch der Wurfstöcke wurde ursprünglich mit rund 300.000 Jahren angegeben, was auf geostratigraphischen und absoluten Altersdatierungen beruhte. Aminosäuremessungen an den Gehäusedeckeln von Süßwasserschnecken und Muschelkrebsen verweisen jedoch auf ein Alter von rund 200.000 Jahren.

## Beschreibung

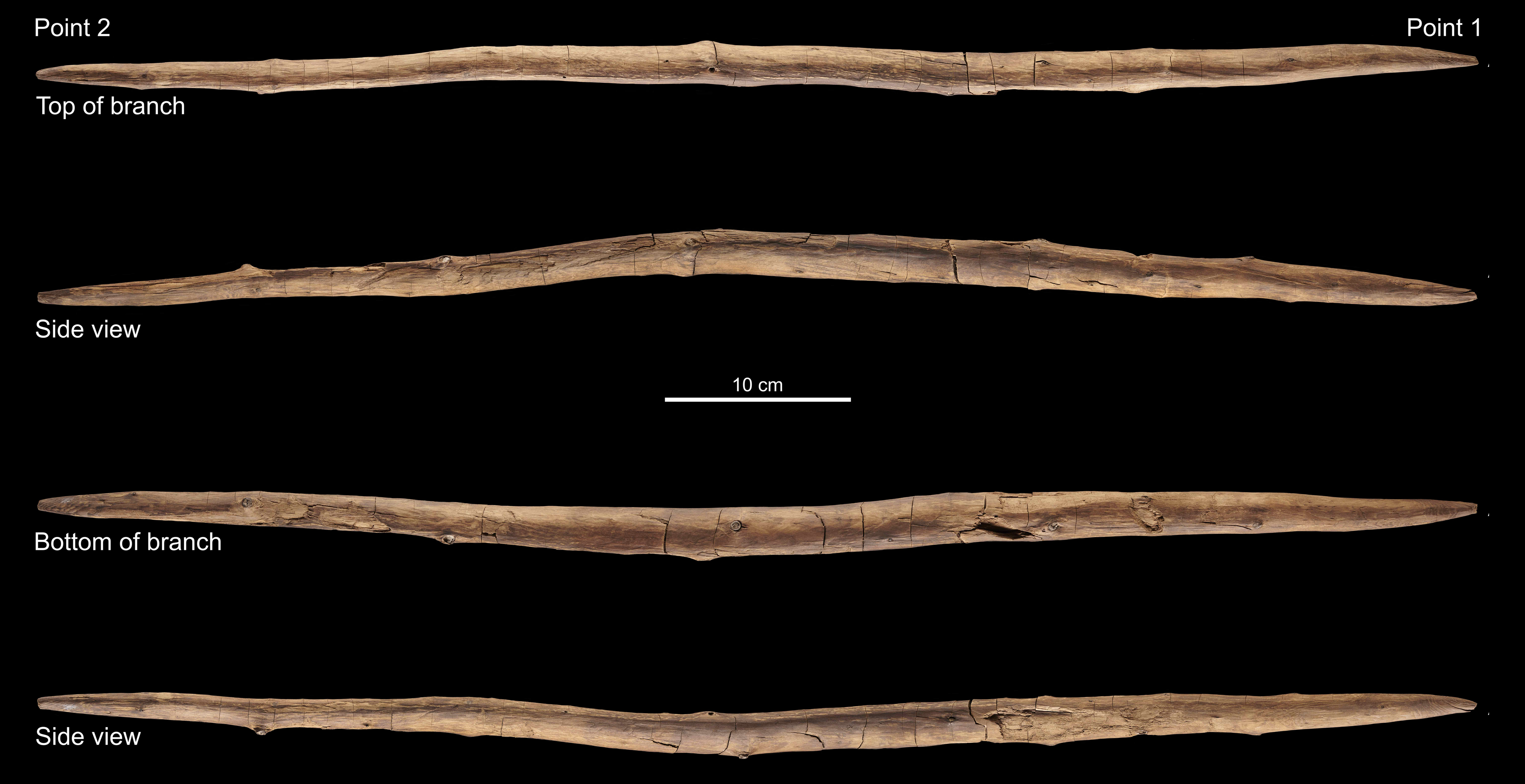
Der erste Wurfstock, entdeckt 1994

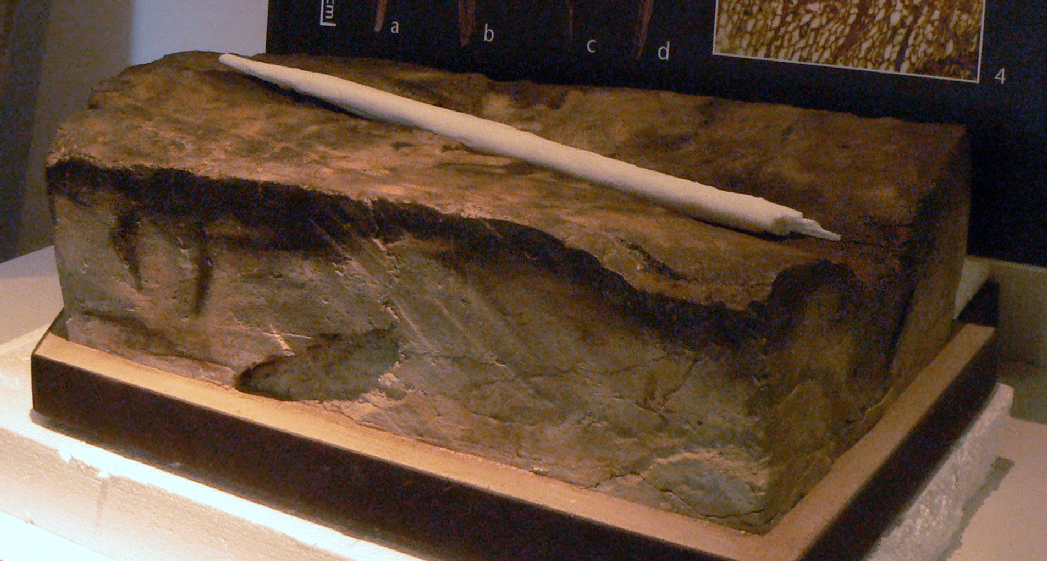
Originalsedimente der Fundlage des zweiten Wurfstocks mit einem nachgebauten Exemplar

Beide Wurfstöcke sind aus Fichtenholz gefertigt. Der erste Fund ist 77,2 Zentimeter lang und maximal 2,5 Zentimeter dick. Der größte Durchmesser wird bei einer Länge von rund 47 Zentimeter ab der vorderen Spitze erreicht. Das Gewicht betrug ursprünglich rund 140 Gramm. Quer zur Längsrichtung des Stückes zeigen sich Risse, die durch Sedimentauflast entstanden sind. Aus diesem Grund ist der Wurfstock nach der Bergung in zwei Teile zerbrochen. Das zweite Stück hat eine Länge von 64,5 Zentimetern und einen Durchmesser von 2,9 Zentimetern bei einem Gewicht von 260 Gramm. Der Querschnitt ist bei beiden Stücken asymmetrisch. Die Enden der leicht gebogenen Holzgeräte sind zugespitzt, laufen aber im Gegensatz zu den Speeren von Schöningen etwas stumpf aus. Sie liegen außerdem entsprechend zu den Speeren von Schöningen leicht asymmetrisch, so dass die weichere Markröhre des Fichtenastes jeweils seitlich der Spitzen austritt.
Nach genaueren Untersuchungen der beiden Wurfstöcke entstanden sowohl die leichte Krümmung als auch die stumpfen Enden intentionell während des Herstellungsprozesses und sind kein Resultat der Lagerung im Sediment. Die Oberfläche ist bei beiden Stücken mit steinernem Werkzeug bearbeitet worden. Dabei wurden die Rinde entfernt und die Oberfläche geglättet. Während des Bearbeitungsprozesses mussten am ersten Wurfstock insgesamt 47, am zweiten 21 kleinere Äste und Zweige entfernt werden. Im Vergleich zu den Speeren zeigen sich die Bearbeitungsspuren aber weniger sorgfältig. Beim ersten Wurfstock lassen sich bis zu 50 Millimeter lange Schnittmarken erkennen, von denen einige einen Endschnitt aufweisen, an dem der Span Stück getrennt wurde. Anhand dieser kann aufgezeigt werden, dass der Wurfstock am Schaft von der Mitte zu den Spitzen hin bearbeitet wurde. An den Spitzen hingegen war die Arbeitsrichtung entgegengesetzt und orientierte sich zur Schaftmitte hin. Im Mittelteil weist der zweite Wurfstock Gebrauchsspuren auf. Dabei handelt es sich um Aussplitterungen und unregelmäßige Vertiefungen. Im Gegensatz zu den Bearbeitungsmarken, die auf die Herstellung des Wurfstocks zurückzuführen sind und durch die damals vorhandene Feuchtigkeit des Holzes etwas unscharf wirken, sind diese Aussplitterungen vor allem an ihren Rändern deutlich schärfer ausgebildet. Das indiziert, dass sie zu einem Zeitpunkt entstanden, als das Holz bereits einem gewissen Austrocknungsprozess ausgesetzt war. Ihr Ursprung ist somit deutlich später anzusetzen als die Herstellungsmarken. Ihrer Form zufolge rühren sie vom Aufprall des Stockes bei hoher Geschwindigkeit auf einen festen Widerstand her und sind dadurch als Einschlagnarben anzusehen. Die Verteilung der Aussplitterungen auf der Oberfläche ist regellos und lässt keine größeren Konzentrationen erkennen. Das geringe Gewicht des Artefakts, die regellose Verteilung der Einschlagnarben und das Fehlen von Gebrauchsspuren an den Enden sprechen gegen eine Interpretation als Keule oder Grabstock.

## Vergleichsfunde und Funktionsweise

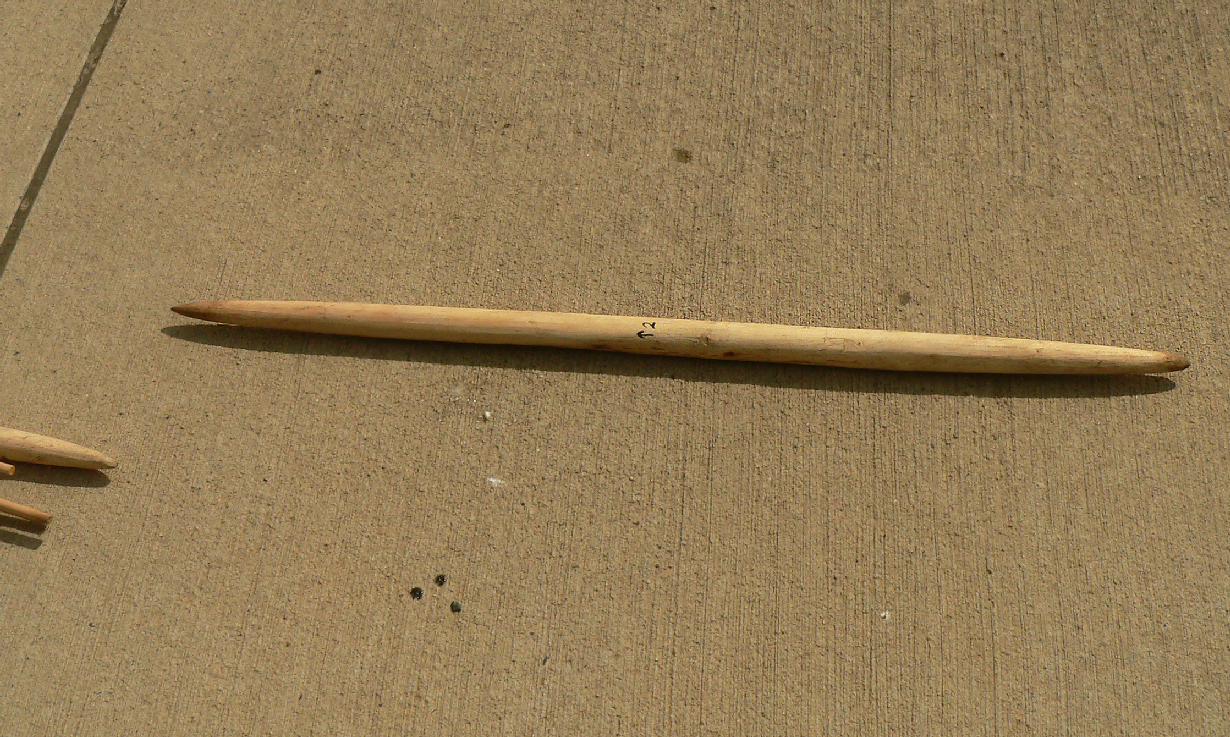
Ein von den Wissenschaftlern zu Testzwecken nachgebauter Wurfstock

Die Schöninger Wurfstöcke zeigen Ähnlichkeiten zu gefundenen Wurfstöcken in Tasmanien, die teilweise mehr als hundert Meter weit fliegen. Bis zur Entdeckung des ersten Schöninger Wurfstocks im Jahr 1994 stammten die ältesten bekannten Exemplare aus Südaustralien, mit einem Alter von rund 10.000 Jahren. Derartige Geräte wurden von Naturvölkern in Afrika, Australien und Amerika genutzt. Etwas älter ist der älteste bekannte Bumerang aus der Obłazowa-Höhle in den polnischen Karpaten mit einem Alter von etwa 23.000 Jahren BP. Weitere europäische Funde sind aus dem Mesolithikum belegt.
Die Funktionsweise eines Wurfstocks besteht darin, dass sein Massenmittelpunkt beim Wurf parallel zur Erdoberfläche mit gleichbleibender horizontaler Richtung auf einer ballistischen Kurve zum Ziel fliegt. Während des Flugs dreht sich der Stock mit maximalen Trägheitsmoment senkrecht zu seiner Längsachse und hat aufgrund des dadurch resultierenden hohen Drehimpulses eine stabile Fluglage. Experimentelle Tests mit nachgebauten Exemplaren durch den Grabungsleiter Jordi Serangeli ergaben auf kurze Distanzen eine hohe Treffsicherheit. Bei weiteren Wurfversuchen mit der stark gekrümmten „Shar“ der Dassanetch wurden Höchstgeschwindigkeiten von rund 30 Metern pro Sekunde und Wurfweiten von 60 bis 110 m erreicht. Die dafür verwendeten Wurfstöcke bestanden aus Commiphora-Holz und waren rund 60 Zentimeter lang sowie 350 Gramm schwer.

## Forschungsgeschichte

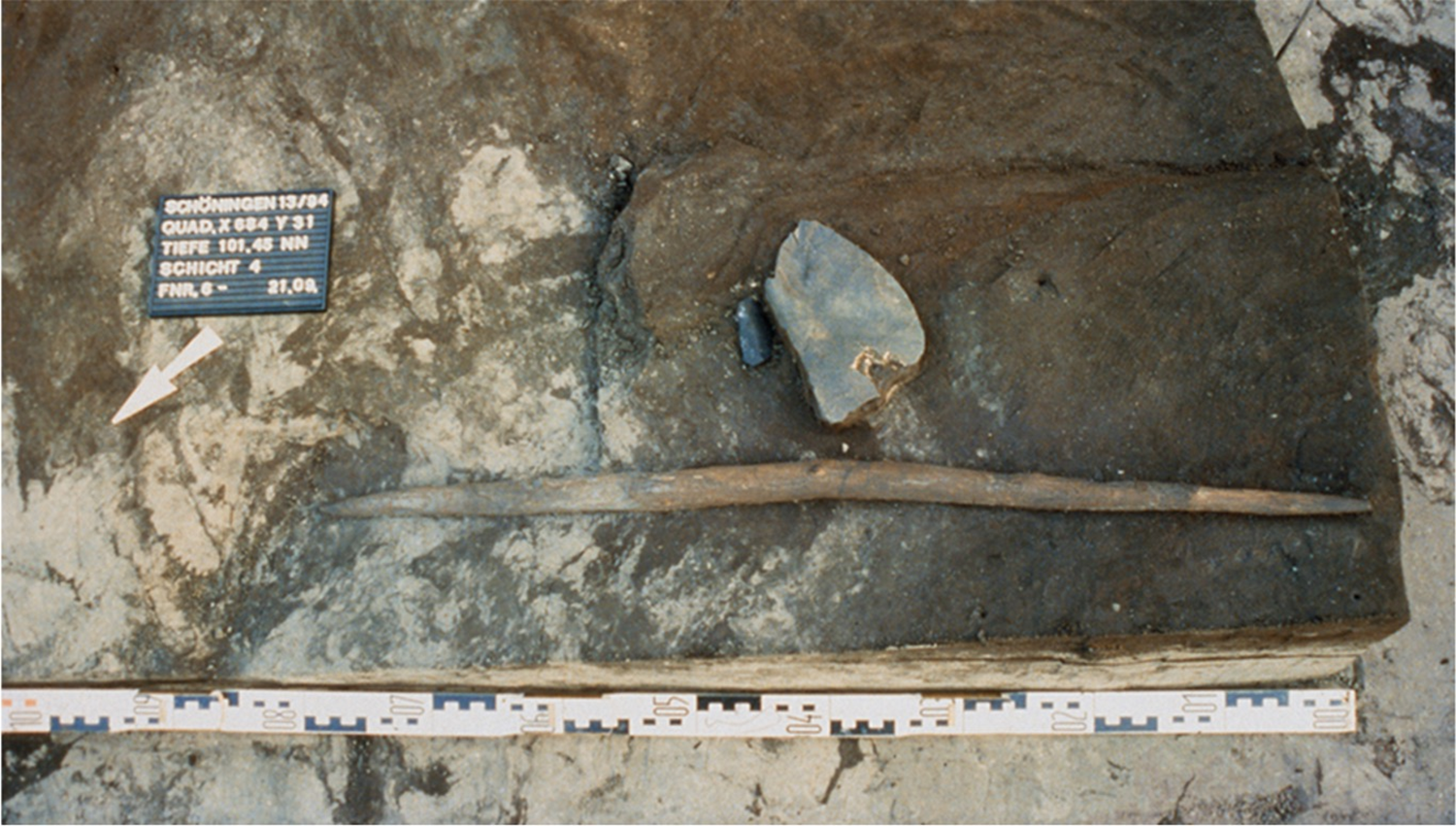
Der erste Wurfstock 1994 in Fundlage

Der erste Wurfstock wurde bereits 1994 im Fundzusammenhang mit den Schöninger Speeren gefunden. Schon damals vermutete der zu dieser Zeit verantwortliche Archäologe Hartmut Thieme eine Funktion als Wurf- oder Wirbelholz, das bei der Vogeljagd Einsatz fand. Er schloss aber auch eine Verwendung als Kurzlanze nicht aus. Eine erste Vorstellung des Stückes erfolgte im Jahr 1995, während es zwei Jahre später im Rahmen eines Fachaufsatzes in der Zeitschrift Nature internationale Erwähnung fand. Seit seiner Entdeckung wurde auf das Holzgerät verschiedentlich hingewiesen, eine umfassende Publikation und genaue Beschreibung erreichte die Öffentlichkeit aber erst im Jahr 2023. Nach der Bergung wurde das Stück in einer Formaldehydlösung eingebettet. Der heutige Bruch entstand vermutlich nach dem Jahr 2015. Gegenwärtig ist es Bestandteil der Ausstellung im Forschungsmuseum Schöningen nahe der Fundstelle. Die Funktion des Objekts war aufgrund fehlender Gebrauchsspuren lange Zeit nicht eindeutig. Neben der Ansicht, es handele sich um einen Wurfstock, bestanden auch Überlegungen über einer Verwendung als Grabstock, als „Kinderspeer“ oder zum Abschälen von Baumrinde. Im Rahmen der wissenschaftlich fundierten Beschreibung, veröffentlicht im Jahr 2023, konnte das Gerät genauer untersucht werden. Hierbei ergab sich einerseits eine intentionelle Herstellung, bei der das Ausgangsstück zuerst geformt, getrocknet und anschließend geschliffen wurde, andererseits verdichteten sich die Indizien für eine Funktion als Wurfstock.

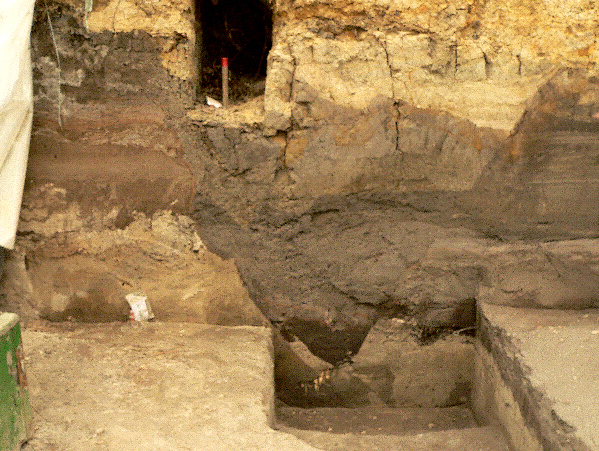
Der zweite Wurfstock lag in Sedimentschichten links neben der dunklen Rinne

Der zweite Wurfstock wurde 2016 entdeckt und in einer Blockbergung entnommen. Die Grabungen werden im Rahmen des Forschungsprojekts Schöningen unter Leitung des Archäologen Nicholas J. Conard vom Senckenberg-Zentrum für menschliche Evolution und Paläoumwelt an der Universität Tübingen durchgeführt. Das Forschungsprojekt beruht auf einer seit 2008 bestehenden Kooperation zwischen dem Niedersächsischen Landesamt für Denkmalpflege und der Universität Tübingen. Nach seiner Entdeckung wurde der Wurfstock von Archäologen des Senckenberg-Zentrums und der Universität Lüttich vier Jahre lang untersucht. Erst nach ihrem Abschluss wurde die Entdeckung im April 2020 öffentlich bekannt gegeben. Nach den Untersuchungen kam das Fundstück in die Restaurierungswerkstatt des Niedersächsischen Landesamtes für Denkmalpflege in Hannover, wo es unter Lichtabschluss in destilliertem Wasser lagert. Vermutlich wird die Konservierung mehrere Jahre andauern. Der niedersächsische Landesarchäologe Henning Haßmann befürwortete im Jahr 2020 eine schnelle museale Präsentation der Untersuchungsergebnisse im Forschungsmuseum Schöningen, was wegen der Restaurierung zunächst nur mittels Bildern, Grafiken oder einer 3D-Animation möglich sei.

## Bewertung und Interpretation
Die Wurfstöcke gehören laut den an den Untersuchungen beteiligten Wissenschaftlern zu den ältesten erhaltenen Jagdwerkzeugen der Welt. Im Fundzusammenhang mit den Schöninger Speeren, darunter eine Lanze, sind sie ein wichtiger Beleg für die aktive Jagd des Frühmenschen Homo heidelbergensis vor 300.000 Jahren. Die drei verschiedenartigen Holzgeräte zeigen, dass er über ein breitgefächertes Arsenal an Jagdwaffen verfügte. Die Wissenschaftler vermuten eine frühere Verwendung der Wurfstöcke bei der Jagd auf kleine Beutetiere wie Wasservögel, da sich an der Fundstelle auch Knochen von Schwänen und Enten fanden. Ebenso seien die Wurfstöcke in Kombination mit anderen Jagdwaffen für die Treibjagd auf Wildpferde geeignet gewesen.
Zweifel an der Funktion der Holzartefakte als Wurfstöcke äußerte die Paläoarchäologin Sabine Gaudzinski-Windheuser vom Römisch-Germanischen Zentralmuseum in Mainz, die nicht an den Untersuchungen beteiligt war. Sie erwartete signifikante Einschlagspuren an den Enden des Stocks und nicht im Mittelteil.